# Hydrophilus picicornis
Hydrophilus picicornis es una especie de escarabajo acuático del género Hydrophilus, familia Hydrophilidae. Fue descrita científicamente por Chevrolat en 1863.
Se distribuye por China (Fujian), India, Indonesia (Ambon, Java, Lombok, Célebes), Laos, Nepal, Filipinas, Australia y Fiyi.